# The Wanton Song
«The Wanton Song» es una canción de la banda de rock inglesa Led Zeppelin escrita por Jimmy Page y Robert Plant incluida en su álbum de 1975 Physical Graffiti.

## Grabación y producción
La canción surgió como resultado de una sesión de improvisación durante los ensayos para el álbum. Presenta un característico riff de guitarra, fuerte y agresivo, por parte de Jimmy Page. Al igual que en Immigrant Song, Page encuentra una conmutación de ida y vuelta entre dos notas G con una octava de separación. 
La letra de Plant habla sobre una mujer cruel con la que mantiene relaciones sexuales, algo que hacen sin sentido.
Para el solo de guitarra, Page empleó la técnica del eco hacia atrás, y también puso su guitarra a través de un gabinete de Altavoz, para crear un efecto Doppler similar al de un órgano Hammond.

## Interpretaciones en vivo
The Wanton Song fue interpretada en vivo unas ocho veces por Led Zeppelin, tanto en conciertos en Europa como en Norteamérica. The Wanton Song fue interpretada ampliamente como un número de apertura por Page Y Plant, en 1995 y 1998. La canción fue tocada varias veces por Jimmy Page junto a The Black Crowes en 1999.

## Influencia
Tom Morello, guitarrista de Rage Against the Machine, citó a "The Wanton Song" como su mayor influencia para el riff de "Vietnow".